# Akindžija
Akindžija (tur. akinci, trkač, pljačkaš), neredovno konjaništvo Osmanskog carstva.

Do vojnih reformi sultana Orhana I. 1326. – 1362., bila je jedina oružana snaga. Poslije njegovih reformi akindžije su nosioci pljačkaških napada. U borbenom poretku postavljani su na krila zajedno sa spahijama. U osmanskoj ekspanziji u Europi, veliki upadi akindžija u susjedna protivnička područja, daleko ispred operativnog djelovanja vojske, nazivali su se Akin (tur. trčanje). Akini su izvođeni zbog pljačke, pustošenja, paljenja naselja, odvođenja roblja i slamanja otpora stanovništva na području planiranom za osvajanje, što je trebalo olakšati buduće operacije redovnih osmanskih trupa. Akinom je zapovjedao akindžija s jednog područja (akindžijski beg, sandžak-beg, beglerbeg ili njihov zamjenik).
I razlete se svi kuda 'ko zna paleći, ubijajući, pljačkajući i čineći svako zlo. Vojvoda naređuje da se na tom mjestu razapnu mali šatori, imajući sa sobom nekoliko stotina izabranih ljudi.[...] A brzi konjanici k njemu dovode, donose sa svih strana [....] vojvoda, dočekavši ih prema prvome naređenju, svu pljačku ili pljen sav šalje naprijed. A 'ko zakasni, taj tako ostaje. A sam vojvoda ostaje nazad, pa uredivši odrede, ide lagano očekivajući za sobom neprijatelje. Ako bi ih neprijetelji [...] sustigli, tada se okreću i sukobljavaju se s njima. Ako bitku ne mogu dobiti, onda naređuju da se prvo pobije svo roblje ili plijen, kako stari ljudi, tako i mladež, a onda se sami rasprsnu kao vjetar.
I razlete se svi kuda 'ko zna paleći, ubijajući, pljačkajući i čineći svako zlo. Vojvoda naređuje da se na tom mjestu razapnu mali šatori, imajući sa sobom nekoliko stotina izabranih ljudi.[...] A brzi konjanici k njemu dovode, donose sa svih strana [....] vojvoda, dočekavši ih prema prvome naređenju, svu pljačku ili pljen sav šalje naprijed. A 'ko zakasni, taj tako ostaje. A sam vojvoda ostaje nazad, pa uredivši odrede, ide lagano očekivajući za sobom neprijatelje. Ako bi ih neprijetelji [...] sustigli, tada se okreću i sukobljavaju se s njima. Ako bitku ne mogu dobiti, onda naređuju da se prvo pobije svo roblje ili plijen, kako stari ljudi, tako i mladež, a onda se sami rasprsnu kao vjetar. - akin, kako ga je opisao suvremenik Konstantin Mihajlović 
Ako u prodoru nisu sudjelovale sve akindžije jednog područja sa svojim zapovjednikom, već samo odred od 100 ili više akindžija, takav upad nazivao se haramiluk, a ako ih je u akciji sudjelovalo manje od 100 — četa. Akini su temeljito pripremani, trajali su nekoliko od dana, pa do nekoliko tjedana. Izvođeni su iznenadno i munjevito, kroz međuprostore gradova. Dolaskom na cilj, odred bi se raspršio u više pravaca i izvršavao zadatak. Poslije završene akcije, akindžije su se vraćale, uz jako i dobro razvijena osiguranja. Kad su bili prisiljeni da prime borbu, roblje su ubijali da se ne bi pridružilo protivniku. Taj se postupak najbolje očituje neposredno prije Krbavske bitke.
Akindžije su bile strah i trepet u kršćanskim zemljama jugoistočne Europe, koju su temeljito opustošili. Popunjavali su, pretežno, ovčarima iz Male Azije. Nisu primali plaću, no bili su oslobođeni od davanja i imali su slobodu pljačke. Kasnije, sličnu ulogu imale su pomoćne postrojbe tributarnih država Moldavije, Vlaške, Gruzije, Krimskih Tatara i Kurda. U Bosni i Hercegovini akindžije su, također, popunjavane, pretežno od Vlaha (stočara), a djelomično i od kršćanskog zemljoradničkog stanovništva.
Kao poseban vojnički red, akindžije u Turskoj do 18. stoljeća, a u Bosni i Hercegovini i ranije.